# توني ستون
توني ستون (بالإنجليزية: Tony Stone)‏ هو موسيقي أمريكي، ولد في 3 نوفمبر 1982 في RAF Lakenheath ‏ في المملكة المتحدة.